# متنزه مزرعة نوكس الحكومي
متنزّه مزرعة نوكس الحكومي تبلغ مساحته 633 أكر (2.56 كـم2) متنزّه حكومي يقع في مقاطعة إيري، نيويورك، بجوار قرية شرق أورورا. وهو مملوك ريفي سابقاً لعائلة نوكس في بوفالو.

## مميزات المتنزّه

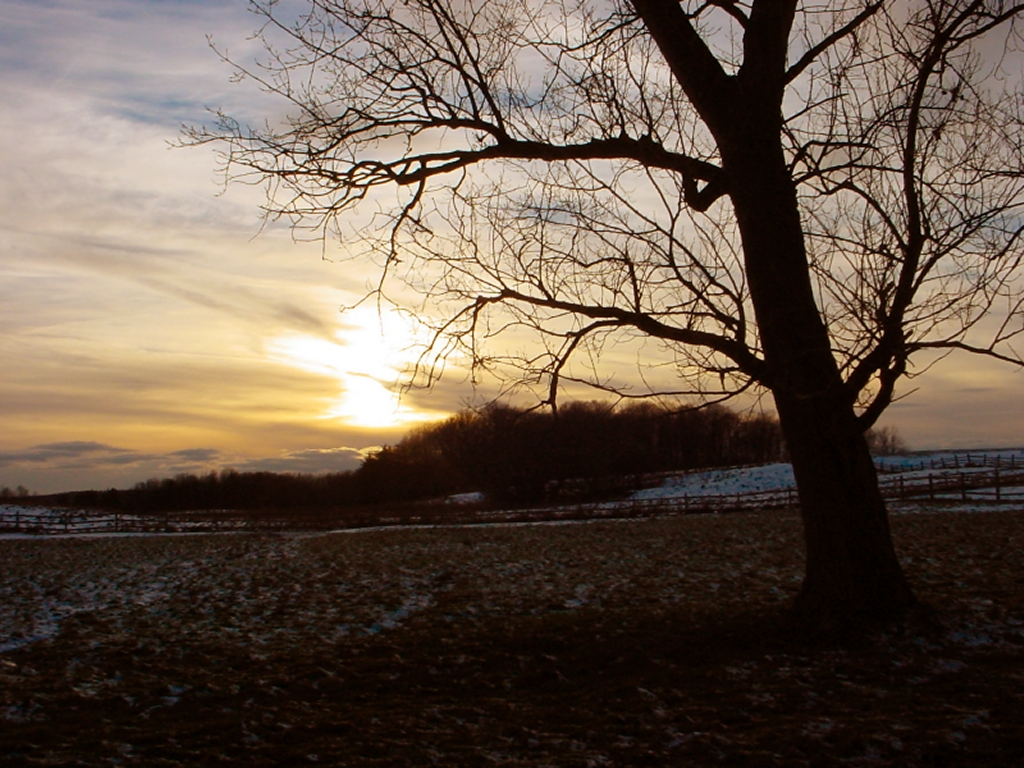
المتنزّه عند الغسق.

يحتوي المتنزّه على مجموعة متنوعة من البيئات ، بما في ذلك الأراضي العشبية والغابات والبرك والأراضي الرطبة. لا زالت مزرعة نوكس، الواقعة داخل المتنزّه، ملجأً للعديد من حيوانات المزرعة، متضمنة الخيول والأغنام والماعز واللاما والدجاج.
يمكن للزوار مشاهدة الحياة البرية والمشي لمسافات طويلة والتزلج الريفي على الثلج من خلال العديد من المسارات الطبيعية؛ غير انه لا يُسمح بالدراجات إلا في مناطق معينة. يتم تقديم البرامج والمشي في الطبيعة من خلال جمعية أودوبون الوطنية وعلماء الطبيعة في متنزّه ولاية نيويورك. يحتوي مركز زوار نوكس فارم على معروضات ذات أهمية تاريخية وطبيعية.
يمكن أيضًا التجول في الممرات الطبيعية على صهوة الجواد بتصريح فقط. يجب أن يكون لدى مالكي الخيول أيضًا شهادة جوجينز سارية. كما يوفر المتنزّه استخدام المرافق الثابتة ودروس ركوب الخيل. يوجد أيضًا العديد من فعاليات الفروسية العامة للجمهور، مثل عروض الخيل ومباريات البولو الصيفية وقيادة العربة السنوية.

## أصدقاء متنزّه مزرعة نوكس الحكومي
أصدقاء متنزّه مزرعة نوكس الحكومي هي مجموعة غير ربحية مخصصة للمحافظة على المتنزّه وموارده والتعزيز له. تعقد المجموعة عدة فعاليات لهذا الغرض. في فبراير 2014 ، صوّت مجلس إدارة أصدقاء متنزّه مزرعة نوكس ليحل محل سيمور نوكس الرابع ، الذي شغل منصب رئيس المجموعة منذ تأسيسها في عام 2006. أدى ذلك إلى استقالة ثمانية أعضاء من مجلس الإدارة بما في ذلك نوكس وأعضاء آخرين من عائلة نوكس.

## الروابط الخارجية
- New York State Parks: Knox Farm State Park
- Friends of Knox Farm State Park, Inc.